# Summa Theologiae

Summa theologica, 1596

Summa Theologiae (cunoscută și sub denumirea de Summa Theologica, sau, pe scurt Summa) este cea mai vestită lucrare a lui Toma de Aquino. A fost scrisă cu intenția de a deveni un manual pentru începători, conținând o compilație a principalelor învățături teologice al vremii. Cuprinde o serie de motivații pentru fiecare din elementele credinței catolice. A devenit vestită după Conciliul din Trento (1545-1563), fiind cea mai consultată carte, după Biblie, în chestiuni religioase.
Summa Theologiae reprezintă o versiune mult mai completă a unei lucrări anteriore a lui Toma de Aquino, Summa Contra Gentiles. Aceasta avea o orientare mai apologetică, fiecare articol fiind o respingere a câte unei credințe specifice unei erezii.
Summa Theologiae este renumită pentru quinquae viae (cele cinci căi), reprezentând cele cinci argumente prin care poate fi probată existența lui Dumnezeu:
- 1. Este primul motor al lumii (agentul imobil al mișcării universale)
- 2. Este cauza eficientă a lumii (cauza primordială)
- 3. Este necesitatea care ființează dincolo de lucrurile contingente
- 4. Este binele și adevărul absolut, perfecțiunea pură
- 5. Este finalitatea a tot ce există (oferă scop tuturor ființelor).

## Ediții înlimba română
- Prima traducere integrală în limba română a capodoperei lui Toma d'Aquino, „Summa theologica” a fost lansată de editura Polirom din Iași, la Bookfest 2009. Au apărut primele trei volume din patru.

#### Izvoare
- la  Thomas d'Aquin, Summa theologiae cum Supplemento et commentariis Caietani, Textum Leoninum Romae 1888 editum ..., t. IV-XI, Rome, 1886-1906. [1]
- la  fr  Thomas d'Aquin, Somme théologique, édition de la Revue des Jeunes, 68 vol., Paris, Tournai, Rome, 1925-.
- fr  Thomas d'Aquin, Somme théologique, 4 t., éd. du Cerf, Paris, 1984-1986.

#### Comentarii
- F. Gaboriau, Le Projet de la Somme. Une idée pour notre temps, Fac, Paris, 1996.
- G. Lafont, Structures et méthode dans la Somme théologique de saint Thomas d'Aquin, éd. du Cerf, Paris, 1996.
- Cajetan, Commentaria in Summam Theologiam, ed. H. Prosper (Lyrae, 1892), repris dans l'Editio leonina de Thomas d'Aquin, vol. IV-XII ; commentaire analytique de chaque article.
- A. Legendre, Introduction à l'étude de la Somme théologique de saint Thomas d'Aquin, Paris, 1923.
- Dictionnaire de la Somme théologique de Saint Thomas D'aquin et commentaire francais littéral, Pegues O.P, Tequi, 1935